# Lucas Niang
Pour les articles homonymes, voir Niang.
(en) Statistiques sur pro-football-reference
Lucas Niang, né le 18 août 1998 à New York, est un joueur professionnel de football américain. Il joue offensive tackle pour les Chiefs de Kansas City en National Football League (NFL). Il a joué au football universitaire à la Texas Christian University (TCU) et est sélectionné par les Chiefs au troisième tour de la draft 2020 de la NFL.

## Biographie

### Jeunesse
Lucas Niang grandit à New Canaan, dans le Connecticut, où il devient une star du football au lycée. Il est né à New York et a vécu à Genève, en Suisse de l'âge de 4 à 6 ans. Sa famille déménage à New Canaan lorsqu'ils retournent aux États-Unis. Il joue également au basket-ball et au tennis en grandissant. Jouant à la fois sur la ligne offensive et défensive au lycée, il aide les Rams à atteindre le championnat d'État en trois saisons consécutives de 2013 à 2015, avant de s'engager à jouer au football universitaire à TCU. À New Canaan, Niang est sélectionné deux fois All-FCIAC en tant que junior et senior, et au cours de sa saison senior, il est sélectionné dans la première équipe All-State, à la fois de la Coaches Association et du New Haven Register.

### Carrière universitaire
Lucas Niang est recruté à la sortie du lycée. Il avait environ quarante offres de bourses d'études d'écoles telles que TCU, Penn State, Auburn, Miami et Georgia, et décide de s'inscrire à TCU. Après s'être inscrit à TCU en 2016, Niang dispute douze des treize matchs des Horned Frogs en tant qu'étudiant de première année cet automne. Il devient titulaire au milieu de sa deuxième saison en 2017, aidant à mener les Frogs à la toute première place du programme dans le match de championnat Big 12 et à une victoire au Alamo Bowl 2017 contre Stanford.
Commençant les treize matchs pour TCU en tant que junior en 2018, Niang n'a pas autorisé de sack de toute la saison et a remporté les honneurs de la 2e équipe All-Big 12 avant d'aider les Frogs à remporter une victoire contre la Californie dans le Cheez-It Bowl 2018.
Avant sa saison senior, Lucas Niang est nommé 1ère équipe pré-saison All-Big 12, et The Athletic le nomme comme l'un des meilleurs joueurs de ligne offensifs du football universitaire. Gil Brandt, cadre Hall of Fame de la NFL, le nomme comme l'un des meilleurs espoirs de la ligne offensive pour la draft 2020 de la NFL, et l'expert en draft d'ESPN, Todd McShay, le projette comme un joueur potentiellement sélectionné au premier tour de la draft.
Lucas Niang est contraint de mettre fin à sa saison senior tôt après que TCU ait remporté une victoire contre l'Université du Texas fin octobre 2019. Il est conseillé par son médecin, la semaine précédente, de se faire opérer pour réparer une déchirure du labrum de la hanche, alors qu'il jouait avec depuis le début de la saison, pour éviter le risque d'une blessure plus grave.

### Carrière professionnelle
Lucas Niang est sélectionné par les Chiefs de Kansas City au troisième tour avec le 96e choix au total de draft 2020 de la NFL. Le 6 août 2020, il annonce qu'il se retire de la saison 2020 en raison de la pandémie de COVID-19.
Lucas Niang est nommé tackle droit de départ des Chiefs pour commencer la saison 2021. Il débute sept des neuf premiers matchs, en ratant deux avec une blessure à l'épaule, avant de subir une blessure aux côtes lors de la semaine 9. Il rate les quatre matchs suivants. Il fait son premier départ au poste de tacle gauche lors de la semaine 17, mais subit une déchirure du tendon rotulien dans le match. Il est alors placé sur la réserve des blessés le 7 janvier 2022.
Le 23 août 2022, Lucas Niang est placé sur la liste de réserve/PUP. Il est activé à partir de la liste de réserve/PUP trois mois plus tard. Il n'est pas titulaire indiscutable chez les Chiefs, mais participe à la rotation.
Il participe au Super Bowl LVII avec les Chiefs de Kansas City. Il est le premier Français à remporter le Super Bowl. L’année suivante, il réalise le doublé en remportant le Super Bowl LVIII.

## Vie privée
Lucas Niang parle couramment le français, la langue maternelle de ses parents, bien qu'il soit né à New York. Son père est français et sa mère ivoirienne.
Très attaché à ses racines, ayant la nationalité française bien qu'il n'y ait jamais vécu, il porte le drapeau de la France et celui de la Côte d'Ivoire sur son casque lors des Super Bowl auxquels il participe (Super Bowl LVII, Super Bowl LVIII) avec les Chiefs ,,.

## Palmarès
Chiefs de Kansas City
- Vainqueur du Super Bowl LVII
- Vainqueur du Super Bowl LVIII